# Acraea actiaca
Acraea actiaca är en fjärilsart som beskrevs av William Chapman Hewitson 1852. Acraea actiaca ingår i släktet Acraea och familjen praktfjärilar. Inga underarter finns listade i Catalogue of Life.